# Go! Go! Kokopolo 3D: Space Recipe for Disaster
Go! Go! Kokopolo 3D: Space Recipe for Disaster es un videojuego de acción, puzle y plataformas del 2017 y secuela del juego de DSiWare del 2011 Go! Go! Kokopolo: Harmonious Forest Revenge. Desarrollado por Tanukii Studios Limited y distribuido por Circle Entertainment, el juego cuenta con 80 niveles nuevos, 10 jefes nuevos y una historia completamente nueva, al igual que más modos extra y secretos.
Anunciado inicialmente en junio de 2012, fue lanzado finalmente en Norteamérica el 23 de febrero de 2017, en regiones PAL el 30 de marzo de 2017 y en Japón el 11 de octubre de 2017.
El juego continúa la tradición autodenominada «chase 'em up», inspirándose en una variedad de estilos de juego distintos, y mezclándolos para formar un híbrido de puzles, plataformas y laberintos. Varias críticas al juego original han sido reconocidas y arregladas en la secuela, como una curva de dificultad menos severa, un área de visión mayor para que los jugadores tengan más tiempo para reaccionar a los obstáculos, y la eliminación de ciertas limitaciones en la jugabilidad de la pantalla inferior.

## Jugabilidad
En el fondo, la secuela sigue la misma premisa básica del primer juego, ya que el objetivo es borrar del mapa a todos los enemigos deambulantes enfadándolos y atrayéndolos a las mandíbulas de una planta carnívora. Al igual que en el primer juego, esto se logra acercándose a los enemigos, rasguñándolos, y luego escapando de ellos mientras persiguen al jugador por las estructuras laberínticas del nivel. Se pueden encadenar muchos enemigos si el jugador optimiza los caminos a su favor, y se necesitan buenos reflejos para evadir obstáculos.
Una vez que los enemigos sean devorados por la planta, serán digeridos y aparecerán en la pantalla inferior táctil, donde el jugador podrá tocarlos para ganar bonificaciones. Esta premisa se repite a lo largo de los niveles principales, pero muchos otros obstáculos como interruptores, trampas y puzles añaden variedad para que el jugador se mantenga siempre alerta.
Go! Go! Kokopolo 3D aborda algunas de las cuestiones del original, como una curva de dificultad más balanceada, y un área de visión más grande proporcionada por la mayor resolución de la 3DS permite a los jugadores planear mejor sus rutas, dándoles más tiempo para reaccionar a los obstáculos. El límite de enemigos que pueden ser devorados a la vez del primer juego también fue removido para mejorar el flujo de la jugabilidad.
El modo historia ofrece 3 rutas diferentes, cada una atravesada por uno de los 3 protagonistas principales. Cuando cada ruta es terminada, los niveles finales son desbloqueados.
Al igual que en el original, se pueden desbloquear cartas secretas y esta vez contienen un orden de enemigos específico que permite a los jugadores encontrar Tesoros Espaciales escondidos para obtener el final verdadero. Los niveles de Jefe ahora solo toman lugar en la pantalla superior, y muestran una pista útil en la pantalla inferior para mayor comodidad. El micrófono sigue siendo utilizado en varias ocasiones para despertar enemigos dormidos, entre otros usos.
El aspecto 3D es puramente visual, ya que los fondos se muestran más alejados para crear la sensación de profundidad, y no afecta a la jugabilidad de ninguna forma.

## Trama

### Historia
La secuela comienza con una breve escena animada que rinde homenaje al juego original. El conejo espacial Mikosuki se encuentra volando a través del cosmos, llevando una tablilla de piedra sagrada que describe la receta infame para la inmortalidad. Mientras intenta esquivar una repentina lluvia de meteoros, es golpeado por un cometa y la tablilla se rompe en 4 pedazos – 3 de ellos caen hacia la tierra. Los 3 pedazos caen en las manos de los 3 protagonistas principales – Kokopolo, Tatsumo y Jinbe. Cada uno jura encontrar las otras piezas y rearmar la tablilla completa para aprender los secretos de la inmortalidad, y así empieza la loca aventura.

### Personajes
- Kokopolo: Un lince hiperactivo y uno de los «héroes» de Go! Go! Kokopolo 3D. Obsesionado con saber la fórmula secreta de la inmortalidad.
- Tatsumo: Un okapi relajado. Amigo de Kokopolo que se suma a la aventura, sin una verdadera razón más que aparentemente intentar librarse de su aburrimiento.
- Jinbe: Un guardián pacífico y el tercer protagonista del juego. Inicialmente, quiere encontrar la receta de la inmortalidad por razones pacíficas y altruistas.
- Mikosuki: Un conejo espacial, y el último macho de su especie. Guardián de la legendaria receta de la inmortalidad.

## Desarrollo y lanzamiento
Go! Go! Kokopolo 3D: Space Recipe for Disaster fue pensado inicialmente como un port del juego original de DSiWare, pero fue revelado más tarde como un producto nuevo. De acuerdo a los desarrolladores, tras el éxito del original, siempre hubo una secuela planeada teniendo en cuenta las nuevas capacidades del hardware de 3DS. Se dedicó tiempo en el desarrollo temprano intentando averiguar cómo utilizar las nuevas adiciones de la 3DS de la mejor manera, como agregar profundidad estereoscópica, y el equipo finalmente se decidió en alejar los fondos para crear un efecto 3D. Otras ideas como hacer paredes que salieran de la pantalla resultaron muy confusas visualmente, por lo que optaron por la opción más segura.
Se tuvieron en cuenta los comentarios de los jugadores en términos de ubicación de enemigos y obstáculos para hacer al juego menos desafiante para fanes casuales, pero el equipo decidió incluir desafíos adicionales, como los Tesoros Espaciales, para asegurarse de que los jugadores expertos tuvieran un extra al cual apuntar.
Go! Go! Kokopolo 3D fue anunciado originalmente mientras se consideraba su desarrollo a mediados del 2012, no mucho después del debut del juego original en Japón, y mucho material promocional, incluyendo vistazos exclusivos a los jefes nuevos, fueron desvelados por varios sitios web, incluyendo WiiItalia, Nintendo Okie y Nintendo Life. Sin embargo, debido a otros compromisos del equipo de desarrollo y programación, el proyecto fue atrasado hasta que todos los miembros estuvieran disponibles para dedicarle más tiempo al desarrollo. El desarrollo pleno recomenzó a principios del 2016.
Como en el primer juego, Keith Webb de Tanukii Studios tomó el rol de diseñador y productor, mientras que el equipo de programación consistió de los mismos que trabajaron en el primer juego, bajo el nuevo apodo Berries and Co. Circle Entertainment asumió el cargo de distribuidor.
Un post de Twitter de Circle Entertainment de enero de 2017 declaró que ese año sería «el año de Kokopolo» como un anuncio oficial de su lanzamiento acercándose. El juego fue lanzado en Norteamérica el 23 de febrero de 2017, en regiones PAL el 3 de marzo de 2017 y luego en Japón el 11 de octubre de 2017 debido a un mayor tiempo dedicado a la localización.
Al igual que en el juego anterior, se encontró un error postlanzamiento que evitaba que ciertos jugadores pudieran vencer a uno de los Jefes posteriores.  Se encontró una solución alternativa que consiste en simplemente reducir el efecto 3D, pero un parche oficial fue lanzado al poco tiempo para resolver este problema, al igual que otros errores menores.

## Recepción
Go! Go! Kokopolo 3D: Space Recipe for Disaster recibió reseñas muy favorables, muchas de ellas lo premiaron con un 9/10, elogiando su humor peculiar y jugabilidad rápida.
Lee Mayer de Nintendo Life comentó que «Tanukii Studios claramente pasó mucho tiempo diseñando cada aspecto del juego a conciencia y con cariño. El diseño de niveles es excelente». También afirmó que «Go! Go! Kokopolo 3D es un placer visual para los fanes del arte pixelado y el elegante trabajo de sprites» y que «con suerte esta imaginativa y encantadora secuela encuentre la audiencia y éxito que claramente merece.»
Los analistas también notaron que el balance de dificultad ha sido mejorado comparado con el primer juego, dándole una experiencia más accesible a los principiantes.
Basado puramente en su baja notoriedad, Go! Go! Kokopolo 3D: Space Recipe for Disaster obtuvo una mención como consideración al Juego del Año del 2017 por parte de Destructoid.
Go! Go! Kokopolo ocupa el puesto número 6 en los «Mejores Juegos de Nintendo 3DS de todos los tiempos» en OpenCritic.

## Futuro
Muchos analistas han expresado su deseo de ver un port expandido o una nueva iteración del juego en la Nintendo Switch en un futuro cercano, y el equipo de desarrollo ha expresado su deseo de continuar la serie, insinuando que una versión de Switch podría ser posible.
El 13 de junio de 2018, Tanukii Studios anunció un tercer juego en la serie titulado «Go! Go! Kokopolo: DX: Super Scratch Cat Fever» y será lanzado en la Nintendo Switch en algún momento en un futuro cercano.